# Jean Tirole
Jean Tirole (Troyes, França 9 d'agost del 1953) és un economista francès, guanyador del Premi Nobel d'Economia el 2014 "pel seu anàlisi dels poders del mercat i la regulació". Ha desenvolupat la seva carrera al voltant de l'organització industrial, la teoria de jocs, l'economia del comportament, la banca i les finances. Dirigeix la Jean-Jacques Laffont Foundation, la Toulouse School of Economics i l'Industrial Economics Institute de Tolosa de Llenguadoc i és membre, entre d'altres, del Institute for Advances Study in Toulouse.

## Publicacions
Jean Tirole ha publicat uns dos-cents articles professionals en economia i finances, així com deu llibres.

### Llibres
- Dynamic Models of Oligopoly (amb D. Fudenberg), 1986.
- Description The Theory of Industrial Organization, MIT Press. (1988) Arxivat 2010-03-15 a Wayback Machine. and chapter-preview links.
- Game Theory (amb D. Fudenberg), MIT Press, 1991 .
- A Theory of Incentives in Regulation and Procurement (amb J.-J. Laffont), MIT Press,1993. Description Arxivat 2012-10-10 a Wayback Machine. & chapter- preview links.
- The Prudential Regulation of Banks (amb M. Dewatripont), MIT Press,1994.
- Competition in Telecommunications, MIT Press, 1999 .
- Financial Crises, Liquidity and the International Monetary System, Princeton University Press, 2002 .
- The Theory of Corporate Finance, Princeton University Press, 2005. Description. Association of American Publishers 2006 Award for Excellence.
- Balancing the Banks (amb Mathias Dewatripont, i Jean-Charles Rochet), Princeton University Press, 2010 .
- Inside and Outside Liquidity (amb Bengt Holmström), MIT Press, 2011 .